# Bigger than Us (Michael Rice)
Bigger than Us è un singolo del cantante britannico Michael Rice, pubblicato il 9 marzo 2019 su etichetta discografica Spinnup.
Scritto da Laurell Barker, Anna-Klara Folin, John Lundvik e Jonas Thander, il brano ha vinto Eurovision: You Decide 2019, guadagnando il diritto a rappresentare il Regno Unito all'Eurovision Song Contest 2019 a Tel Aviv, in Israele.
Facendo il Regno Unito parte dei Big Five, il brano ha avuto accesso direttamente alla serata finale del 16 maggio 2019. Qui si è classificato ultimo su 26 partecipanti con 11 punti totalizzati, di cui 3 dal televoto e 8 dalle giurie.

## Tracce
Download digitale
1. Bigger than Us – 2:58
2. Bigger than Us (Versione karaoke) – 2:56